# Joegoslavië op de Olympische Spelen
Joegoslavië was een van de landen die deelnam aan de Olympische Spelen. De Joegoslaven debuteerden op de Zomerspelen van 1920. Vier jaar later, in 1924, kwam het land voor het eerst uit op de Winterspelen.
Joegoslavië deed in de periode 1920 tot en met 2002 18 keer mee aan de Zomerspelen en 16 keer aan de Winterspelen. Het is een van de 44 landen die zowel op de Zomer- als de Winterspelen een medaille haalde.

## Medailles en deelnames
De tabel geeft een overzicht van de jaren waarin werd deelgenomen, het aantal gewonnen medailles en de eventuele plaats in het medailleklassement.
| Zomerspelen | Zomerspelen | Zomerspelen | Zomerspelen | Zomerspelen | Zomerspelen |        | Winterspelen | Winterspelen | Winterspelen | Winterspelen | Winterspelen | Winterspelen |
| Jaar        | Goud        | Zilver      | Brons       | Totaal      | Rang        | Jaar   | Goud         | Zilver       | Brons        | Totaal       | Rang         |              |
| 1920        | 0           | 0           | 0           | 0           | -           |        |              |              |              |              |              |              |
| 1924        | 2           | 0           | 0           | 2           | 14          | 1924   | 0            | 0            | 0            | 0            | -            |              |
| 1928        | 1           | 1           | 3           | 5           | 21          | 1928   | 0            | 0            | 0            | 0            | -            |              |
| 1932        | 0           | 0           | 0           | 0           | -           | 1932   | -            | -            | -            | -            | -            |              |
| 1936        | 0           | 1           | 0           | 1           | 25          | 1936   | 0            | 0            | 0            | 0            | -            |              |
| 1948        | 0           | 2           | 0           | 2           | 24          | 1948   | 0            | 0            | 0            | 0            | -            |              |
| 1952        | 1           | 2           | 0           | 3           | 21          | 1952   | 0            | 0            | 0            | 0            | -            |              |
| 1956        | 0           | 3           | 0           | 3           | 26          | 1956   | 0            | 0            | 0            | 0            | -            |              |
| 1960        | 1           | 1           | 0           | 2           | 18          | 1960   | -            | -            | -            | -            | -            |              |
| 1964        | 2           | 1           | 2           | 5           | 19          | 1964   | 0            | 0            | 0            | 0            | -            |              |
| 1968        | 3           | 3           | 2           | 8           | 16          | 1968   | 0            | 0            | 0            | 0            | -            |              |
| 1972        | 2           | 1           | 2           | 5           | 20          | 1972   | 0            | 0            | 0            | 0            | -            |              |
| 1976        | 2           | 3           | 3           | 8           | 16          | 1976   | 0            | 0            | 0            | 0            | -            |              |
| 1980        | 2           | 3           | 4           | 9           | 14          | 1980   | 0            | 0            | 0            | 0            | -            |              |
| 1984        | 7           | 4           | 7           | 18          | 9           | 1984   | 0            | 1            | 0            | 1            | 14           |              |
| 1988        | 3           | 4           | 5           | 12          | 16          | 1988   | 0            | 2            | 1            | 3            | 14           |              |
| 1992        | -           | -           | -           | -           | -           | 1992   | 0            | 0            | 0            | 0            | -            |              |
| 1996        | 1           | 1           | 2           | 4           | 41          | 1994   | -            | -            | -            | -            | -            |              |
| 2000        | 1           | 1           | 1           | 3           | 44          | 1998   | 0            | 0            | 0            | 0            | -            |              |
| 2004        | -           | -           | -           | -           | -           | 2002   | 0            | 0            | 0            | 0            | -            |              |
| Totaal      | 28          | 31          | 31          | 90          |             | Totaal | 0            | 3            | 1            | 4            |              |              |
| Tot. Z+W    | 28          | 34          | 32          | 94          |             |        |              |              |              |              |              |              |

Afghanistan · Albanië · Algerije · Amerikaans-Samoa · Amerikaanse Maagdeneilanden · Andorra · Angola · Antigua en Barbuda · Argentinië · Armenië · Aruba · Australië · Azerbeidzjan · Bahama's · Bahrein · Bangladesh · Barbados · België · Belize · Benin · Bermuda · Bhutan · Bolivia · Bosnië en Herzegovina · Botswana · Brazilië · Britse Maagdeneilanden · Brunei · Bulgarije · Burkina Faso · Burundi · Cambodja · Canada · Centraal-Afrikaanse Republiek · Chili · China · Chinees Taipei · Colombia · Comoren · Congo-Brazzaville · Congo-Kinshasa · Cookeilanden · Costa Rica · Cuba · Cyprus · Denemarken · Djibouti · Dominica · Dominicaanse Republiek · Duitsland · Ecuador · Egypte · El Salvador · Equatoriaal-Guinea · Eritrea · Estland · Ethiopië · Fiji · Filipijnen · Finland · Frankrijk · Gabon · Gambia · Georgië · Ghana · Grenada · Griekenland · Groot-Brittannië · Guam · Guatemala · Guinee · Guinee-Bissau · Guyana · Haïti · Honduras · Hongarije · Hongkong · Ierland · IJsland · India · Indonesië · Irak · Iran · Israël · Italië · Ivoorkust · Jamaica · Japan · Jemen · Jordanië · Kaaimaneilanden · Kaapverdië · Kameroen · Kazachstan · Kenia · Kirgizië · Kiribati · Koeweit · Kosovo · Kroatië · Laos · Lesotho · Letland · Libanon · Liberia · Libië · Liechtenstein · Litouwen · Luxemburg · Madagaskar · Malawi · Malediven · Maleisië · Mali · Malta · Marokko · Marshalleilanden · Mauritanië · Mauritius · Mexico · Micronesië · Moldavië · Monaco · Mongolië · Montenegro · Mozambique · Myanmar · Namibië · Nauru · Nederland · Nepal · Nicaragua · Nieuw-Zeeland · Niger · Nigeria · Noord-Korea · Noord-Macedonië · Noorwegen · Oeganda · Oekraïne · Oezbekistan · Oman · Oost-Timor · Oostenrijk · Pakistan · Palau · Palestina · Panama · Papoea-Nieuw-Guinea · Paraguay · Peru · Polen · Portugal · Puerto Rico · Qatar · Roemenië · Rusland · Rwanda · Saint Kitts en Nevis · Saint Lucia · Saint Vincent en de Grenadines · Salomonseilanden · Samoa · San Marino · Saoedi-Arabië · Sao Tomé en Principe · Senegal · Servië · Seychellen · Sierra Leone · Singapore · Slovenië · Slowakije · Somalië · Spanje · Sri Lanka · Soedan · Suriname · Swaziland · Syrië · Tadzjikistan · Tanzania · Thailand · Togo · Tonga · Trinidad en Tobago · Tsjaad · Tsjechië · Tunesië · Turkije · Turkmenistan · Tuvalu · Uruguay · Vanuatu · Venezuela · Verenigde Arabische Emiraten · Verenigde Staten · Vietnam · Wit-Rusland · Zambia · Zimbabwe · Zuid-Afrika · Zuid-Korea · Zuid-Soedan · Zweden · Zwitserland
Historische landen: Bohemen · Bondsrepubliek Duitsland · Brits-Indië · Duitse Democratische Republiek · Joegoslavië · Malaya · Nederlandse Antillen · Noord-Borneo · Noord-Jemen · Saarland · Servië en Montenegro · Sovjet-Unie · Tsjecho-Slowakije · West-Indische Federatie · Zuid-Jemen
Bijzondere deelnames: Onafhankelijke olympische atleten · Vluchtelingenteam 
 Australazië · Duits Eenheidsteam · Gemengd team · Gezamenlijk Team